# Gustavo Scarpa
Gustavo Henrique Furtado Scarpa (Campinas, 5 de janeiro de 1994) é um futebolista brasileiro que atua como meio-campista. Joga pelo Atlético Mineiro.
Natural de Campinas, chegou às divisões de base do Fluminense em meados de 2012. Veio do Desportivo Brasil, equipe da cidade de Porto Feliz, interior de São Paulo. Típico camisa 10, o jogador sempre chamou atenção por sua técnica apurada e boa finalização. A marca registrada do meia é o chute forte e preciso de perna esquerda. Por não hesitar em arriscar de fora da área, acabou recebendo o apelido de Chutavinho de seus companheiros em Xerém. De acordo com ele, esta característica do seu estilo de jogo veio do futsal.

## Carreira

### Fluminense

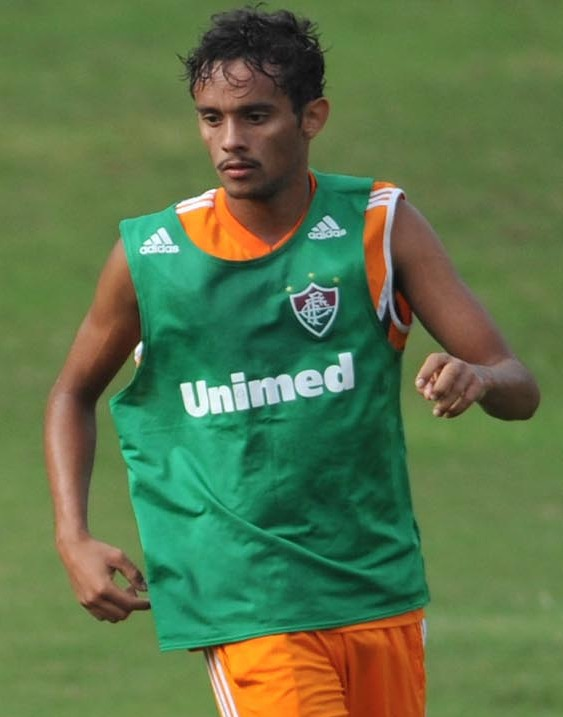
Scarpa pelo Fluminense em 2014

Apesar de ter atuado profissionalmente pelo Desportivo Brasil em 2012, Scarpa concluiu sua formação nas categorias de base do Fluminense. O jogador realizou sua estreia oficial pelo Tricolor no dia 1 de junho de 2014, entrando aos 34 minutos do segundo tempo e substituindo Rafael Sóbis num empate em 1–1 contra o Internacional, válido pelo Campeonato Brasileiro. Depois disso, entrou no decorrer da partida em mais cinco oportunidades, além de atuar num amistoso disputado contra a Seleção Italiana.

### Red Bull Brasil
No início de 2015, sem espaço no time de Ricardo Drubscky, foi emprestado até o final do Campeonato Paulista ao Red Bull Brasil. Mostrou sua polivalência e atuou por muitas vezes como lateral-esquerdo, disputando um total de 11 partidas e marcando dois gols.

### Retorno ao Fluminense
Após o término do Paulistão, Gustavo Scarpa voltou ao Fluminense. O meia entrou no segundo tempo da partida contra o Santos, e com sua assistência, o Flu conseguiu o gol da vitória e a entrada no G4. Scarpa e Marcos Júnior, ambos revelados em Xerém, quase foram emprestados para o Náutico. Entretanto, o novo treinador Enderson Moreira deu aos dois mais oportunidades, fazendo com que a dupla se tornasse titular da equipe tricolor. No dia 9 de julho de 2015, o meia marcou seu primeiro gol como profissional numa vitória por 1–0 contra o Cruzeiro. "Gustavinho" foi o principal destaque do Fluminense, marcou gols importantes, como contra o Atlético Paranaense, e ajudou muito a equipe, seja improvisado na lateral-esquerda ou na sua posição de origem, o meio campo, onde costuma render mais.
Após grandes atuações e bastante entrega apresentada nos jogos, Gustavo caiu nas graças da torcida e tornou-se um xodó da torcida. Em julho realizou seu sonho de infância, ao jogar com seu ídolo Ronaldinho Gaúcho, que havia sido contratado para ser um dos principais jogadores do time tricolor.
Marcou um golaço no jogo contra o Goiás, no Maracanã, pelo Campeonato Brasileiro. Na ocasião, o jogador recebeu de Fred, deu um lençol no zagueiro goiano e finalizou no ângulo, marcando um dos gols mais bonitos da competição.
Na festa de apresentação dos novos uniformes do Fluminense, feitos pela Dryworld, desfilou como um dos modelos ao lado de Diego Souza, além de posar para foto ao lado de Marcos Júnior e Marlon.
Já no Campeonato Brasileiro de 2016, o meia foi um dos principais destaques do time, com oito gols marcados e dez assistências distribuídas. Também teve um bom aproveitamento em cobranças de falta e bolas aéreas.
Na Copa do Brasil de 2017, Scarpa fez um belo gol na goleada por 5–2 contra o Globo, finalizando antes do meio-campo e anotando uma pintura. O jogador voltou a ser protagonista de uma partida contra a LDU, pela Copa Sul Americana, quando marcou o único gol da vitória tricolor por 1–0 no Maracanã, em uma linda cobrança de falta.

#### Saída
Em 22 de dezembro de 2017, Scarpa entrou com uma petição na Vara do Trabalho do Rio de Janeiro para requisitar a rescisão de seu contrato com o Fluminense, em razão de pagamentos atrasados por parte do clube. Em 11 de janeiro de 2018, a Justiça decidiu pela rescisão através de um mandado de segurança, que foi acatado pela CBF no dia posterior.

### Palmeiras
Em 15 de janeiro de 2018, Scarpa assinou contrato com o Palmeiras, em acordo válido por cinco anos. Sua estreia aconteceu no dia 4 de fevereiro, entrando nos últimos minutos do clássico contra o Santos pelo Campeonato Paulista. Em 11 de março, marcou seus dois primeiros gols pelo clube, em vitória de 3–0 sobre o Ituano. Quatro dias depois, a liminar que havia concedido a rescisão do contrato de Scarpa com o Fluminense foi derrubada pelo TRT-RJ, anulando a validade de seu vínculo com o Palmeiras. Após ficar mais de três meses impossibilitado de atuar pelo Palmeiras, o Tribunal Superior do Trabalho concedeu o habeas corpus a Scarpa em 25 de junho, liberando-o novamente de seu vínculo com o Fluminense. Dois dias depois, o Palmeiras anunciou a sua volta, onde assinou um novo contrato em acordo válido por cinco anos, nos mesmos moldes do anterior. Nem sempre titular na temporada, foi importante na partida contra o Paraná em novembro, pelo Campeonato Brasileiro, onde converteu pênalti que impediu a derrota para o clube paranaense. Dias depois, sagrou-se campeão do torneio ao vencer o Vasco da Gama em São Januário.

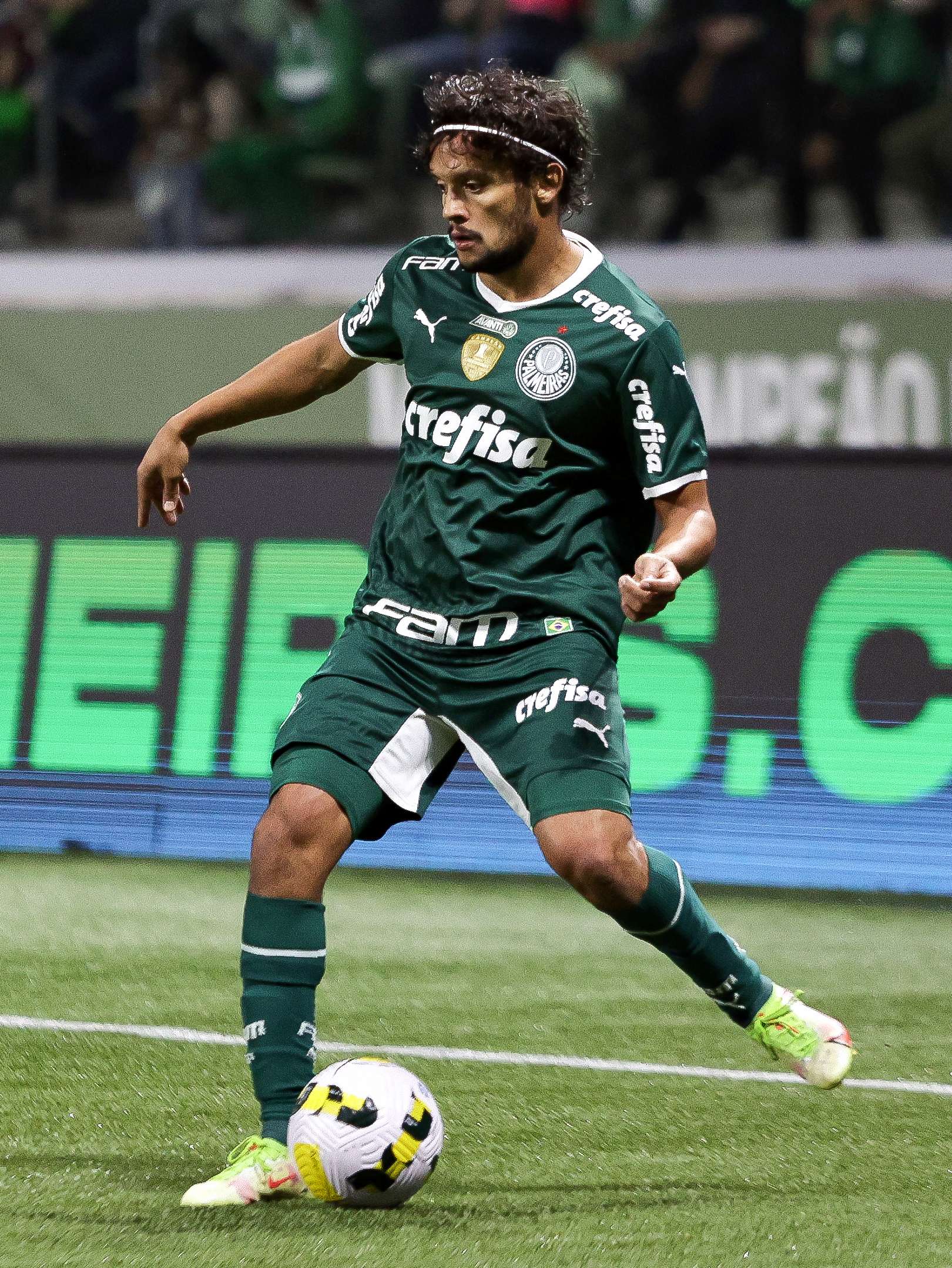
Scarpa atuando pelo Palmeiras em julho de 2022

Começou a temporada de 2019 sendo essencial para o ataque, participando de boa parte dos gols palestrinos marcados. Em agosto, foi responsável por fazer o gol da vitória da partida de ida contra o Grêmio, pelas oitavas-de-final da Libertadores. Scarpa terminou a temporada como um dos artilheiros do Palmeiras, ao lado de Dudu, ambos com 13 gols. Seis desses gols saíram na Libertadores, onde foi artilheiro do clube. No final do ano, Scarpa esteve perto de ser negociado, já que o Palmeiras recebeu uma proposta do clube espanhol Almería. Entretanto, os espanhóis suspenderam a negociação em janeiro de 2020.
Pela temporada de 2020, sob o comando do técnico Vanderlei Luxemburgo, Scarpa perdeu espaço no time, tendo participado de poucas partidas e sendo preterido por outros jogadores do Palmeiras para a posição. Nesse meio tempo, foi monitorado pelo clube árabe Al-Nassr e chegou a receber uma proposta do Atlético Mineiro, mas em ambos os casos as conversas também não evoluíram. Com a chegada do técnico Abel Ferreira, Scarpa ressurgiu na temporada, sendo muitas vezes utilizado como lateral-esquerdo, e foi um dos reservas que mais vezes entrou em campo. O jogador completou cem jogos pelo Palmeiras em dezembro, em partida contra o Internacional, válida pelo Campeonato Brasileiro. Em janeiro de 2021, conquistou a Copa Libertadores da América após o Palmeiras vencer o Santos na final. Scarpa foi o vice-líder em assistências do Verdão no torneio, com três, e marcou um gol. Em março do mesmo ano, também conquistou a Copa do Brasil, após o alviverde derrotar o Grêmio nas finais da competição.
Já pela temporada de 2021, em abril, na partida de ida da Recopa Sul-Americana, Scarpa fez, de falta, o gol da vitória palestrina por 2–1 sobre o Defensa y Justicia. Em novembro, o meia foi titular na final da Copa Libertadores da América, onde o Palmeiras venceu o Flamengo por 2–1 e sagrou-se tricampeão do torneio. Scarpa terminou a temporada sendo o jogador com mais partidas jogadas no elenco, com 55. Foi também o garçom do Palmeiras na temporada, com mais de 20 assistências distribuídas.
Em junho de 2022, Scarpa chegou a duzentos jogos com a camisa do Palmeiras, no empate em 0–0 contra o Atlético Mineiro, válido pelo Campeonato Brasileiro. Fez parte do elenco que conquistou o Campeonato Paulista, a Recopa Sul-Americana e o Campeonato Brasileiro; deste último, foi eleito o melhor jogador do torneio. Encerrou sua passagem pelo Alviverde com 233 partidas, com 136 vitórias e 44 gols marcados, realizando 59 assistências.

### Nottingham Forest
Em 10 de julho de 2022, foi noticiado que Scarpa havia assinado um pré-contrato com o Nottingham Forest, da Inglaterra. O jogador, que saiu sem custos, teve seu contrato com os britânicos válido a partir de janeiro de 2023. Foi anunciado oficialmente em dezembro, em apresentação no estádio do clube. Estreou pela equipe no dia 7 de dezembro, em um amistoso contra o Atromitos, da Grécia, onde deu duas assistências. Apesar das contribuições do brasileiro, o clube inglês acabou derrotado por 3–2. Sua primeira vitória pelo Nottingham Forest foi em 16 de dezembro, contra o Valencia. Scarpa atuou por trinta minutos no amistoso disputado pela equipe, uma vitória por 2–1.
Realizou sua estreia oficial no dia 4 de janeiro, ao entrar na segunda etapa da vitória por 1–0 contra o Southampton, fora de casa, em jogo válido pela Premier League. O meia estreou como titular no dia 7 de janeiro, na derrota por 4–1 para o Blackpool, então 22º colocado na Championship, a segunda divisão inglesa. Com a derrota, o Nottingham Forest foi eliminado da Copa da Inglaterra na terceira rodada da competição. Apesar de não ter sido relacionado para as outras últimas partidas da Premier League por conta de uma lesão, viu sua equipe vencer o Arsenal por 1–0 no dia 20 de maio, em partida válida pela 37ª rodada, conseguindo assim a permanência na elite inglesa.
Scarpa terminou sua primeira temporada pelo Nottingham Forest com um desempenho abaixo do esperado; disputou 10 jogos oficiais, sendo seis pela Premier League, três pela Copa da Liga Inglesa e um pela Copa da Inglaterra. Ao todo, foram menos de 486 minutos, que não resultaram em nenhum gol ou assistência. Ele foi bem somente em um amistoso quando deu dois passes para gol, mas na ocasião, o Forest saiu derrotado pelo Atromitos, da Grécia, por 3–2.

#### Empréstimo ao Olympiacos
Sem espaço no Nottingham Forest, Scarpa acertou com o Olympiacos no dia 18 de agosto de 2023. O jogador assinou um contrato de empréstimo com o clube grego, válido por uma temporada. Estreou pela equipe no dia 21 de agosto, na vitória por 2–0 sobre o Panserraikos, em jogo válido pela 1ª rodada da Superliga Grega.
Por não ter conseguido se adaptar no futebol europeu, o jogador passou a ser alvo de clubes brasileiros para 2024. Scarpa terminou o semestre com apenas 11 partidas disputadas, sem gols ou assistências.

### Atlético Mineiro
Em 27 de dezembro de 2023, o Atlético Mineiro anunciou no seu perfil no X a contratação de Gustavo Scarpa. Segundo o ge, o Galo pagou cinco milhões de euros (cerca de 27 milhões de reais) pelo jogador, que assinou contrato válido até o final de 2027. Realizou sua estreia no dia 28 de janeiro, entrando no intervalo na vaga do também meia Igor Gomes. Na ocasião, o Atlético goleou o Democrata por 4–0, na Arena MRV, em jogo válido pelo Campeonato Mineiro.
Scarpa marcou seu primeiro gol com a camisa alvinegra no dia 7 de abril, justamente na final do Campeonato Mineiro contra o rival Cruzeiro, na qual o Galo venceu por 3–1 e conquistou o pentacampeonato. O jogador voltou a balançar as redes na partida seguinte, abrindo o placar no triunfo por 2–1 contra o Rosário Central, na Arena MRV, pela fase de grupos da Libertadores. Vivendo grande fase com o treinador Gabriel Milito, Scarpa marcou duas vezes pelo Atlético Mineiro no dia 23 de abril, na vitória por 3–2 sobre o Peñarol, na Arena MRV, em jogo válido pela Libertadores.
Gustavo Scarpa encerrou sua primeira temporada no Galo com 65 partidas, nove gols marcados e 11 assistências distribuídas. Apesar do bom futebol apresentado no primeiro semestre, o meia caiu de rendimento na reta final do ano, assim como o restante do time, e viu o Atlético ficar com o vice na Copa do Brasil e na Libertadores.

## Seleção Nacional

### Sub-23
No dia 30 de outubro de 2015, Scarpa foi convocado pela primeira vez para a Seleção Olímpica, que disputaria dois amistosos contra os Estados Unidos. Titular na segunda partida, realizada no dia 11 de novembro, no Mangueirão, o jogador teve boa atuação e deu uma assistência na goleada por 5–1.

### Principal
Já em 2017, recebeu sua primeira convocação para a Seleção Brasileira principal, sendo chamado pelo técnico Tite para um amistoso contra a Colômbia. A partida, chamada de Jogo da Amizade, teve como objetivo homenagear as vítimas do acidente aéreo envolvendo os membros da Chapecoense. Como o amistoso foi agendado fora do Calendário Oficial da FIFA, apenas atletas que atuam no futebol brasileiro e colombiano foram convocados. Mesmo assim, a partida teve caráter oficial, gerou pontos no Ranking Mundial da FIFA e deu a liderança do ranking de volta a Seleção Brasileira após sete anos.

## Estilo de jogo

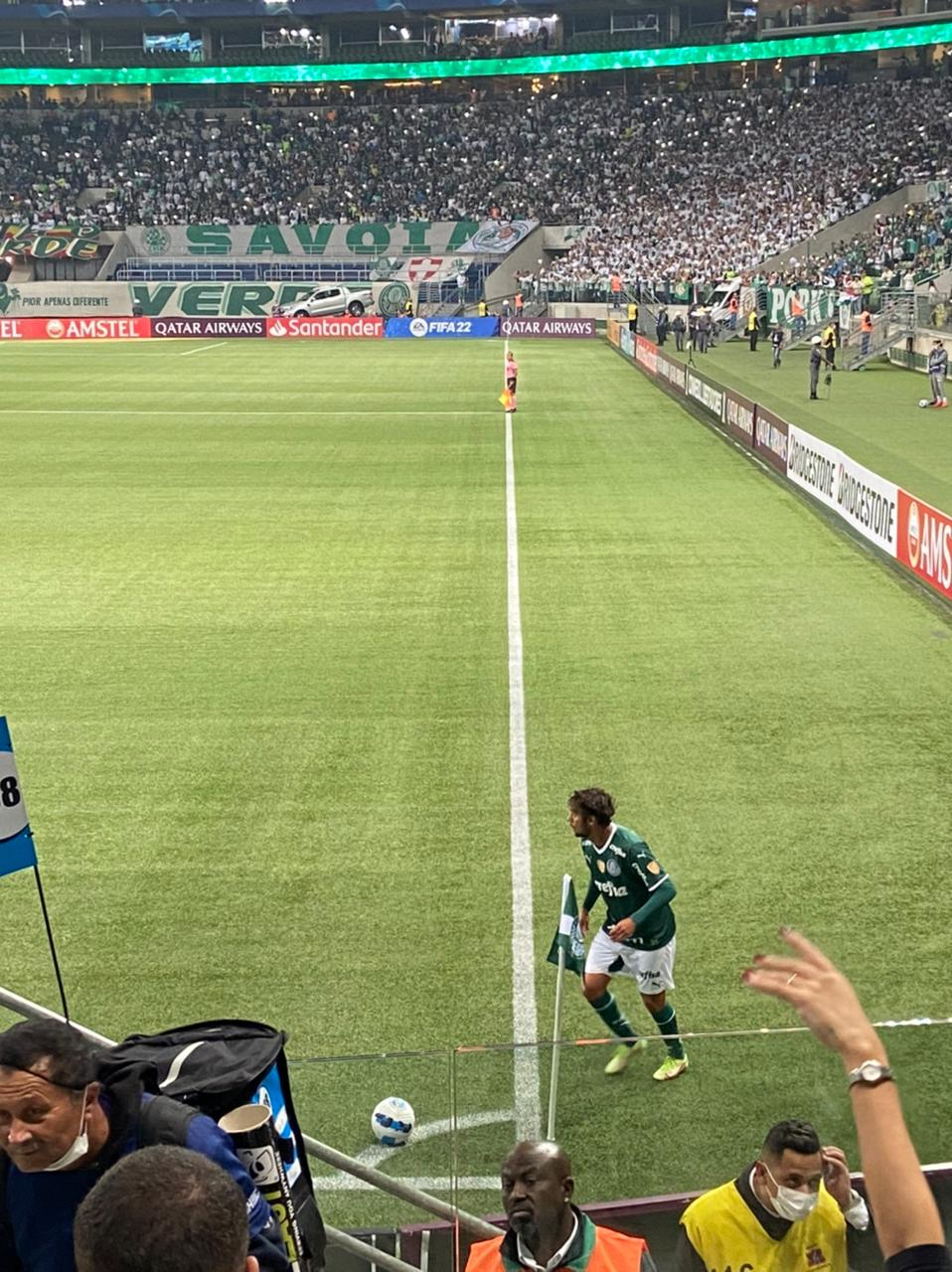
Scarpa cobrando escanteio pelo Palmeiras

Scarpa tem como suas principais habilidades dentro de campo a boa visão de jogo e a eficiência nas cobranças de bola parada e nos chutes de fora da área. Até por conta disso, o meia também tem como uma de suas características a habilidade de distribuir assistências; em cinco temporadas jogando pelo Palmeiras, foram mais de cinquenta.
Meia de origem, Scarpa já foi utilizado, principalmente nos primeiros meses da chegada do técnico Abel Ferreira ao Palmeiras, como lateral-esquerdo. Chegou a exercer essa função inclusive na final da Libertadores de 2021 e na final do Mundial de Clubes de 2021. Afirmou em entrevista ao portal ge em 2022 que, embora já tenha sido escalado como lateral e ponta, sua posição preferida é a de meio-campista. Foi nessa posição, inclusive, que o atleta tornou-se fundamental no esquema da conquista do Campeonato Brasileiro de 2022 pelo Palmeiras; o jogador levou a Bola de Ouro (dado ao melhor jogador do torneio) do Prêmio ESPN Bola de Prata.

## Vida pessoal
Embora seja um futebolista, Scarpa se distancia do esporte bretão no seu tempo livre, alegando que o vê apenas como "uma profissão". Prefere andar de skate e resolver cubos mágicos, atividades muito divulgadas em suas redes sociais.  Possui, também, o hábito da leitura no seu tempo livre, atividade que considera "prazerosa e edificante". Entre suas obras preferidas estão A Metamorfose, de Franz Kafka, e Crime e Castigo e Os Irmãos Karamazov, de Fiódor Dostoiévski.
O jogador também é fã declarado de rock. Em julho de 2018, o Palmeiras publicou um vídeo de Scarpa tocando o hino do clube na guitarra para homenagear o Dia Mundial do Rock.

## Estatísticas

### Clubes
Abaixo estão listados todos os jogos, gols e assistências do futebolista por clubes
| Clube             | Temporada         | Campeonato nacional | Campeonato nacional | Campeonato nacional | Copa nacional[a] | Copa nacional[a] | Copa nacional[a] | Competições continentais[b] | Competições continentais[b] | Competições continentais[b] | Outros torneios[c] | Outros torneios[c] | Outros torneios[c] | Total | Total | Total   |
| Clube             | Temporada         | Jogos               | Gols                | Assist.             | Jogos            | Gols             | Assist.          | Jogos                       | Gols                        | Assist.                     | Jogos              | Gols               | Assist.            | Jogos | Gols  | Assist. |
| ----------------- | ----------------- | ------------------- | ------------------- | ------------------- | ---------------- | ---------------- | ---------------- | --------------------------- | --------------------------- | --------------------------- | ------------------ | ------------------ | ------------------ | ----- | ----- | ------- |
| Desportivo Brasil | 2012              | —                   | —                   | —                   | —                | —                | —                | —                           | —                           | —                           | 6                  | 0                  | 0                  | 6     | 0     | 0       |
| Desportivo Brasil | Total             | —                   | —                   | —                   | —                | —                | —                | —                           | —                           | —                           | 6                  | 0                  | 0                  | 6     | 0     | 0       |
| Fluminense        | 2014              | 6                   | 0                   | 0                   | —                | —                | —                | 0                           | 0                           | 0                           | 1                  | 0                  | 1                  | 7     | 0     | 1       |
| Fluminense        | 2015              | 28                  | 5                   | 3                   | 6                | 0                | 2                | —                           | —                           | —                           | —                  | —                  | —                  | 34    | 5     | 5       |
| Fluminense        | 2016              | 34                  | 8                   | 10                  | 7                | 2                | 3                | 0                           | 0                           | 0                           | 19                 | 4                  | 6                  | 60    | 14    | 19      |
| Fluminense        | 2017              | 38                  | 2                   | 12                  | 3                | 1                | 1                | 5                           | 1                           | 2                           | 5                  | 3                  | 2                  | 51    | 7     | 16      |
| Fluminense        | Total             | 106                 | 15                  | 25                  | 16               | 3                | 5                | 5                           | 1                           | 2                           | 25                 | 7                  | 9                  | 152   | 26    | 41      |
| Red Bull Brasil   | 2015              | —                   | —                   | —                   | —                | —                | —                | —                           | —                           | —                           | 11                 | 2                  | 0                  | 11    | 2     | 0       |
| Red Bull Brasil   | Total             | —                   | —                   | —                   | —                | —                | —                | —                           | —                           | —                           | 11                 | 2                  | 0                  | 11    | 2     | 0       |
| Palmeiras         | 2018              | 12                  | 2                   | 1                   | 1                | 0                | 0                | 2                           | 0                           | 0                           | 9                  | 4                  | 1                  | 24    | 6     | 2       |
| Palmeiras         | 2019              | 27                  | 4                   | 4                   | 1                | 0                | 0                | 8                           | 6                           | 2                           | 11                 | 3                  | 1                  | 47    | 13    | 7       |
| Palmeiras         | 2020              | 26                  | 1                   | 5                   | 5                | 1                | 0                | 8                           | 1                           | 3                           | 8                  | 1                  | 1                  | 47    | 4     | 9       |
| Palmeiras         | 2021              | 31                  | 4                   | 13                  | 3                | 0                | 0                | 10                          | 2                           | 1                           | 13                 | 2                  | 6                  | 57    | 8     | 20      |
| Palmeiras         | 2022              | 35                  | 7                   | 12                  | 4                | 1                | 0                | 8                           | 4                           | 2                           | 11                 | 1                  | 2                  | 58    | 13    | 16      |
| Palmeiras         | Total             | 131                 | 18                  | 37                  | 14               | 2                | 0                | 36                          | 13                          | 8                           | 52                 | 11                 | 11                 | 233   | 44    | 54      |
| Nottingham Forest | 2022–23           | 3                   | 0                   | 0                   | 2                | 0                | 0                | —                           | —                           | —                           | 2                  | 0                  | 2                  | 8     | 0     | 2       |
| Nottingham Forest | Total             | 3                   | 0                   | 0                   | 2                | 0                | 0                | —                           | —                           | —                           | 2                  | 0                  | 2                  | 8     | 0     | 2       |
| Total na carreira | Total na carreira | 240                 | 33                  | 62                  | 32               | 5                | 5                | 41                          | 14                          | 10                          | 97                 | 20                 | 22                 | 410   | 72    | 97      |

- a. ^ Jogos da Copa do Brasil e Supercopa do Brasil
- b. ^ Jogos da Copa Sul-Americana e Copa Libertadores, Mundial de Clubes e Recopa Sul-Americana
- c. ^ Jogos do Campeonato Paulista A2, Campeonato Paulista A1, Campeonato Carioca, Primeira Liga do Brasil e Amistosos

### Seleção Brasileira
Abaixo estão listados todos jogos e gols do futebolista pela Seleção Brasileira, desde as categorias de base.
Seleção Principal
| Ano               | Amistosos | Amistosos | Amistosos |
| Ano               | Jogos     | Gols      | Assist.   |
| ----------------- | --------- | --------- | --------- |
| 2017              | 1         | 0         | 0         |
| Total na carreira | 1         | 1         | 0         |

Seleção Sub–23
| Ano               | Amistosos | Amistosos | Amistosos |
| Ano               | Jogos     | Gols      | Assist.   |
| ----------------- | --------- | --------- | --------- |
| 2015              | 2         | 0         | 0         |
| Total na carreira | 2         | 1         | 0         |

## Títulos
Fluminense
- Primeira Liga: 2016
- Taça Guanabara: 2017

Palmeiras
- Campeonato Brasileiro: 2018 e 2022
- Campeonato Paulista: 2020 e 2022

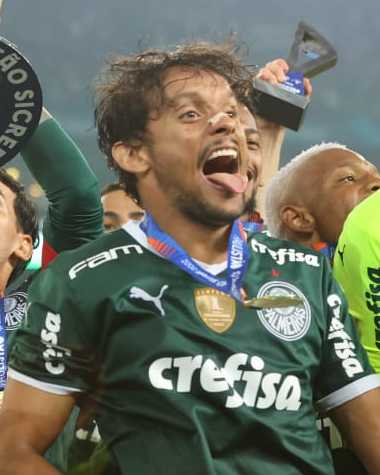
Scarpa comemorando o título do Campeonato Paulista de 2022

- Copa Libertadores da América: 2020 e 2021
- Copa do Brasil: 2020
- Recopa Sul-Americana: 2022

Atlético Mineiro
- Campeonato Mineiro: 2024 e 2025

### Prêmios individuais
- Seleção da Copa Libertadores da América: 2019 e 2022
- Jogador do Mês do Campeonato Brasileiro: junho de 2021,[71] junho de 2022,[72] outubro de 2022[73] e abril de 2024[74]
- Seleção do Campeonato Brasileiro: 2022[75]
- Melhor Jogador do Campeonato Brasileiro: 2022[76]
- Bola de Prata de Melhor Meio-Campo do Campeonato Brasileiro: 2022[77]
- Bola de Ouro do Campeonato Brasileiro: 2022[77]
- Troféu Mesa Redonda de Melhor Meio Campo do Campeonato Brasileiro: 2022[78]
- Troféu Mesa Redonda de Melhor Jogador do Campeonato Brasileiro: 2022[78]
- Equipe Ideal da América do Sul pelo Jornal El País: 2022[79]
- Seleção da Copa do Brasil: 2024[80]

### Líder de assistências
- Campeonato Brasileiro de 2016 (10 assistências)
- Campeonato Brasileiro de 2017 (12 assistências)
- Campeonato Paulista de 2021 (6 assistências)
- Campeonato Brasileiro de 2021 (13 assistências)
- Campeonato Brasileiro de 2022 (12 assistências)